# キム・ヒョナ
キム・ヒョナ（金泫雅、김현아、Kim Hyun Ah、1992年6月6日 - ）は、韓国のダンスポップ歌手、ラッパー。女性アイドルグループWonder Girlsと4minuteの元メンバーである。
2007年にJYPエンターテインメントから5人組ガールズグループ「Wonder Girls」のメンバーとしてデビューするも、健康上の問題により同年に脱退。その後CUBEエンターテインメントへ移籍し、2009年に5人組ガールズグループ「4minute」のメンバーとして再デビュー。2016年の解散まで活動した。現在はソロ歌手として活動している。多くの歌手とフィーチャリングを行っており、2012年には世界的大ヒットを記録したPSYの「江南スタイル」のミュージックビデオにも出演した。

## 来歴

### Wonder Girlsとして
1992年6月6日、ソウル特別市で二男一女の長女として生まれる。ダンスへの情熱が強く、小学校3年生の時にダンススクールに通い始めた。
2007年2月10日、JYPエンターテインメントの公開オーディションを通じて、5人組ガールズグループ「Wonder Girls」のメンバーとしてデビュー。パワフルなラップとダンスから「ムスタング」と呼ばれて親しまれたものの、習慣性腸炎の入退院を繰り返すなど健康問題のため、7月30日に同グループを脱退した。
2008年9月、CUBEエンターテインメントへ移籍。病院での治療と同時に復帰の準備を始めた。2009年2月にはファッションブランドの広告を通じてワンダーガールスの活動以来初めて人前に姿を見せ、歌手AJの楽曲「Dancing Shoes」のミュージックビデオに出演。 同時期に韓国芸術高等学校へ入学した。

### 4minuteとして
2009年6月15日、5人組ガールズグループ「4minute」のメンバーとして再デビュー。10月から、KBS 2TVのバラエティー番組「青春不敗」に出演し、「駄々っ子ヒョナ」「幼稚姉妹の妹」「末っ子」「キムPD」などのニックネームを得て注目を集めた。その他に多くのバラエティー番組に出演し、知名度を上げた。この頃からフィーチャリング活動も活発に行い、 サムスングループのプロジェクトユニット「4Tomorrow」のメンバーとしてデジタルシングル「ドキドキTomorrow」を発表。また、ナビのデジタルシングル「涙ももったいない」、ブレイブ・ブラザーズのアルバム『The Classic』の収録曲「Bittersweet」にフィーチャリングで参加した。 
2010年1月、1stシングル「Change」をリリースし、ソロデビュー。BEASTのヨン・ジュンヒョンがフィーチャリングで参加した。ステージでは、パフォーマンス中心の演出で成熟したイメージを披露し、振り付けの「骨盤ダンス」が流行した。ソロ活動が終わると4minuteは本格的な海外進出を開始し、台湾で発売したアルバム『4Minute for Muzik』はゴールド認定を受けた他、香港、日本、フィリピンなどでも人気を博した。
2011年2月、韓国芸術高等学校を卒業。4月、イム・ジョンヒの楽曲「Golden Lady」にフィーチャリングで参加。6月からはMBCの番組「ダンシング・ウィズ・ザ・スター」に出演。7月5日、1stミニアルバム『Bubble Pop!』を発売。タイトル曲「Bubble Pop!」はデジタル総合チャート 2位を獲得したが、韓国放送通信委員会が「振り付けの一部が青少年に扇情的に見える」として振り付けの変更を要請され、事務所の判断でプロモーション活動を中止した。イギリスのパプジョスチスは同曲を「今日の一曲」に選定し、アメリカのスピンマガジンは「今年のベストソング20」で9位に選出した。8月、自身がフィーチャリングした後続曲「Just Follow」でプロモーション活動を再開した。
2011年12月1日、所属事務所の先輩である歌手チャン・ヒョンスンとユニット「Trouble Maker」を結成し、ミニアルバム『Trouble Maker』をリリース。本作はビルボードのK-POPホット100で2位、デジタル総合チャートで1位を獲得した。しかし「Bubble Pop!」と同様に振り付けの扇情性の議論が起こり、振り付けを修正した。
2012年3月、スパイシーカラーと手を組んで楽曲「HyunA for Spicy Color」を発表。本作は1950年代楽観主義と60年代のレトロヴィンテージムードからインスピレーションを得た。7月、世界的大ヒットを記録したPSYの「江南スタイル」のミュージックビデオに出演。
2013年5月6日、高熱で倒れ、5月12日まで大学総合病院に入院。
2016年6月16日、4minuteが解散し、アイドルとしての活動を終了。

### ソロアーティストとして
2017年10月19日、日本公式ファンクラブ「Hyun A JAPAN OFFICIAL MOBILE FANCLUB」を設置。翌日、東京の新宿ReNYにて、日本初のファンミーティング「HYUNA'S BABE PARTY! Japan First Fanmeeting」を開催。
2018年8月2日、所属事務所の後輩にあたるPENTAGONのイドンとの交際が報じられた。翌日に所属事務所が熱愛の事実を否定をするも、10分後には自らのSNSで事実を認め、ビッグカップルとして公開恋愛を開始した（しかし2022年11月30日、SNSにて破局を公表）。
2018年10月15日、CUBEエンターテイメントとの契約を解除。2019年1月27日、PSYが設立したP NATIONへ移籍した。

## 評価
Wonder Girlsの頃からラッパーを務めており、4minuteでもダンサーとラッパーを務めている。ダンスを得意としているヒョナは、初のソロシングル「Change」でも、ボーカルよりパフォーマンス重視の公演を広げた。ソロで活動するグループ出身のアイドルは通常ボーカルであるが、ラップとダンスを得意とする彼女は好評を博した。ラッパーとして多くの歌手たちの歌にフィーチャリングで参加。イズムのイ・ジョンミンは「Bittersweet」と「4Minute for Muzik」で見せた力のあるラップは、「他のガールグループでは見えない出来栄え」と評価した。
ダンスの実力はすでに、Wonder Girlsの頃から認められていたが、ビゴル出身の女性歌手ソリは「ヒョナは若いのに、とてもダンスが上手く、ベテランのダンサーでも出すのが難しいセクシーな感じが良く出ている」とダンスが上手いアイドルに挙げている。また、 イ・ジュンもヒョナをガールズグループの中で最高のダンスの実力だと絶賛した。歌手イ・ジュノもソロ曲「Change」では、ダンスが上手い「チュドラ」と「その曲からその表情、動作、歌が出てくる。先天的に才能があるのだ」とヒョナが最高のダンサーとして挙げている。主にセクシーでパワフルなダンスを踊るヒョナは幼い年齢層に支持され、ヒョナのダンスを真似し踊るが、それが理由で放送禁止にされるなど批判を浴びた。また、主に脚のラインを強調するため、ホットパンツとミニスカートをよく着用するが、衣装が扇情的と批判を浴びる事がある。

## ディスコグラフィ

### ミニアルバム
- 2011年「Bubble Pop!」
- 2012年「MELTING」
- 2014年「A TALK」
- 2015年「A+」
- 2016年「A'wesome」

### シングルアルバム
- 2010年「Change」
- 2011年「A Bitter Day」

### フィーチャリング
- 2009年 AJ「蝶涙ももったいない」
- 2009年 ブレイブ・ブラザーズ「Bittersweet」
- 2009年 マイティマウスの恋愛特講
- 2010年 バク・ユンファ「去年の冬」
- 2010年 見知らぬ荒野の無法者
- 2010年 G.NA「Say You Love Me」
- 2010年 オ・ウォンビン「愛しているまた、愛している」
- 2011年 イム・ジョンヒ「Golden Lady」
- 2011年 ホ・ヨンセン「Let it go」
- 2011年「Trouble Maker」 - BEASTのチャン・ヒョンスンとのユニット曲
- 2012年「She is my girl」 - 「S4」ラッパーとして参加
- 2017年 Triple H「365FRESH」 - PENTAGONのフイ、イドンとのユニット曲
- 2018年 Triple H「RETRO FUTURE」

## 出演

### テレビ
- 2007年 「ワンダーガールズシーズン1」
- 2007年 「ワンダーガールズシーズン2」
- 2007年 MBC「ショー!K-POPの中心」 - 司会
- 2009年 KBS2「青春不敗」[注 1]
- 2009年 KBS2「スターゴールデンベル」
- 2011年 KBS2「危機脱出ナンバーワン」 - 特別MC
- 2011年 - 2012年 MBN「Show K Music」 - ソヒョンとの出演

### 広告
- 2007年 クラウンホワイトハイム
- 2008年 LG サイオン B-Boy Championship
- 2009年 TBJ モデル
- 2009年 サムスン イメージモデル
- 2010年 緑茶ベジミルジョンシクプム
- 2013年3月 米国トヨタ トヨタ・カローラ

### ミュージックビデオ
- AJ「Dancing Shoes」
- マイティマウスの恋愛特講
- PSY「江南スタイル」
- PSY feat.HyunA「お兄さんはぴったり私のスタイル」
- Heo Young Saeng feat.HyunA「Let it Go」
- feat. maboos「Ice Cream」

## 受賞歴
| 年   | 授賞式                             | 部門                                   | 作品          |
| ---- | ---------------------------------- | -------------------------------------- | ------------- |
| 2010 | ガオンチャートミュージックアワード | ストリーミング賞                       | Change        |
| 2011 | Mnet Asian Music Awards            | ベスト・ソロ・ダンス・パフォーマンス賞 | Bubble Pop!   |
| 2012 | Mnet Asian Music Awards            | ベスト・コラボレーション賞             | Trouble Maker |
| 2012 | Melon Music Awards                 | ホット・トレンド・ソング賞             | Trouble Maker |
| 2012 | ゴールデンディスク賞               | ベスト・ダンス・パフォーマンス賞       | Trouble Maker |
| 2014 | ゴールデンディスク賞               | デジタル・ボンサン賞                   | Red           |
| 2015 | ソウル歌謡大賞                     | ダンス・パフォーマンス賞               | Red           |
| 2015 | Mnet Asian Music Awards            | ベスト・ソロ・ダンス・パフォーマンス賞 | Roll Deep     |
| 2017 | Melon Music Awards                 | MBC・ミュージック・スター賞            |               |